# Banco Comercial Português
Banco Comercial Português — крупнейший коммерческий банк в Португалии. Его акции внесены в биржевой индекс Euronext 100. Банк базируется в Порту, но его операционная штаб-квартира находится в городе Оэйраш близ Лиссабона. С 2004 года после проведённого ребрендинга функционирует под названием Millennium BCP.

## Деятельность
Банк обслуживает порядка 4,3 миллиона клиентов по всему миру и насчитывает свыше 900 отделений.
В 2007 году банк прекратил свою деятельность в Канаде, продав все местные активы монреальскому банку Bank of Montreal.
Один из крупнейших иностранных филиалов банка расположился в Польше, где функционирует под названием Bank Millennium. Он был создан в 1989 году, а с 1992 года листингуется на Варшавской фондовой бирже. Головному банку в Португалии принадлежит 65,5 % акций Bank Millennium.

## Собственники
По состоянию на 30 июня 2009 года, в число основных акционеров BCP входили: Sonangol Group (9,99 %), Grupo Teixeira Duarte (7,03 %), Жозе Берардо (4,86 %) и Banco Sabadell (4,43 %).